# 28 Hotel Rooms
28 Hotel Rooms è un film del 2012 diretto da Matt Ross.

## Trama
Lui è già impegnato in un'altra relazione e lei è una donna sposata. Durante un viaggio di lavoro lontano dalle loro città, si ritrovano a letto insieme attratti l'uno dall'altra.